# Burg Spøttrup
Burg Spøttrup ist einer der ältesten Herrensitze Dänemarks und gilt als die besterhaltene mittelalterliche Burg des Landes. Sie liegt am Fuße einer Anhöhe in einer Au, die früher ein See war, in der ehemaligen Spøttrup Kommune, nordwestlich von Skive in der Region Salling in Jütland.
Ein von einem neun Meter hohen Wall umgebener Graben und ein äußerer Ringgraben bildeten ihren Schutz. Man gelangt über den zwischen der Au und dem äußeren Ringgraben verlaufenden Damm zur Burg. Über die Gräben führen Zugbrücken, deren Konstruktion bei der Restaurierung zum Vorschein kam. Die Burg hat nach der 1941 abgeschlossenen Restaurierung einen Teil ihres mittelalterlichen Gepräges zurückerhalten. Sie ist aus Backstein errichtet und weist Stilmerkmale sowohl der Gotik als auch der Renaissance auf.

## Geschichte
Spøttrup gehörte im 14. Jahrhundert Niels Buggesen Bugge til Hald (1295–1358), der Führer eines Adelsaufstandes gegen Waldemar Atterdag war und 1358 ermordet wurde. Er war wahrscheinlich zu seiner Zeit der reichste Fürst in Dänemark und wurde „König Bugge“ genannt. Neben Spøttrup und Hald besaß er die Schlösser und Herrenhäuser Åstrup, Estrup, Lindholm bei Skagen, Nørre Vosborg, Rolstrup auf Mors, Støvringgård und mehrere andere Immobilien, vor allem im nördlichen Teil Nordjütlands.
1404 schenkte der Aristokrat Johan Skarpenberg das Gelände der Burg dem Bischof von Viborg. Niels Glob (Bischof von Viborg von 1478 bis 1498) oder sein Nachfolger Erik Kaas (1508–20) müssen um 1500 eine Burg aus rotem Backstein errichtet haben. Zwei parallele Langhäuser wurden durch einen kürzeren Flügel verbunden. Eine Schildmauer und ein mittig vorspringender Turm umschlossen die Westseite des Hofes. Ursprünglich waren die Gebäude ein Stockwerk höher. Zu oberst lag damals ein zur Verteidigung bestimmter Schützenboden. An drei Seiten der Außenmauer sieht man sogenannte Heimlichkeiten, gemauerte Latrinenkanäle, die einst vom Schützenboden zum Burggraben gingen und anlässlich der Restaurierung wiederhergestellt wurden.
Der Torturm und die breite, im oberen Teil begehbare Schildmauer zählen zu den am besten erhaltenen Teilen. Am tonnengewölbten Burgtor sind sechs Schießscharten vorhanden, von denen aus der Wallgraben bestrichen werden konnte. In der Schildmauer findet man vier ähnliche Nischen.
Im Hauptstockwerk hatte die Burg anfangs hohe breite Fenster, die, zum Wallgraben liegend, jedoch eine ernste Gefahr bedeuteten. Bei der Restaurierung zeigte es sich, dass sie zugemauert und in schmale Schießscharten mit Pechnasen verwandelt worden waren. Dies erfolgte vermutlich anlässlich der sogenannten Grafenfehde im Jahre 1534, als die Burg in Brand geschossen wurde, ohne dass die Angreifer sie jedoch erobern konnten.
Nach der Reformation kam die Burg im Jahre 1536 in den Besitz der Krone. 1579 kaufte sie der Edelmann Henrik Below. Er baute den Südflügel in eine standesgemäße Wohnung um. Die Stockwerke wurden neu eingeteilt. Der prunkvolle Festsaal im ersten Stock erhielt rippenlose Renaissancegewölbe. Oberhalb des Festsaals wurde eine Wohnung eingerichtet. Sie erhielt vermutlich jene Raumeinteilung, die sie noch heute aufweist. Türen und Täfelungen kamen später hinzu. Der Südflügel erhielt große flachbogige Fenster, und die beiden Treppentürme in den Ecken des Hofes wurden aufgeführt. Zuvor hatte man eine freiliegende Außentreppe benutzt. Die beiden anderen Flügel wurden fast unverändert als Wirtschaftsräume und Gesindewohnungen verwendet. Die Schildmauer wurde niedriger gestaltet und um einen überdeckten Wehrgang, der um die Ecke zum Nordflügel geführt wurde, ergänzt, so dass Nord- und Südflügel auf der oberen bequem erreichbar wurden.
Eine Zeitlang lebten die nachfolgenden Besitzer von Burg Spøttrup in Holstein. Am Anfang des 18. Jahrhunderts kam wieder eine Herrschaft auf die Burg, die Axel Rosenkrantz und seine Gemahlin Karen Reedtz von Paul Kohlblatt kauften. Die Rosenkrantz gehören zu den ältesten Adelsgeschlechtern Dänemarks und stammen aus Schonen, wo sie vertrieben wurden, als das Gebiet 1659 schwedisch wurde. Ihr Sohn Mogens stattete 1702 die Barockwohnung im zweiten Stock mit Getäfel aus sowie mit Türen und Zargen, die in possierlichen Klauen enden. 

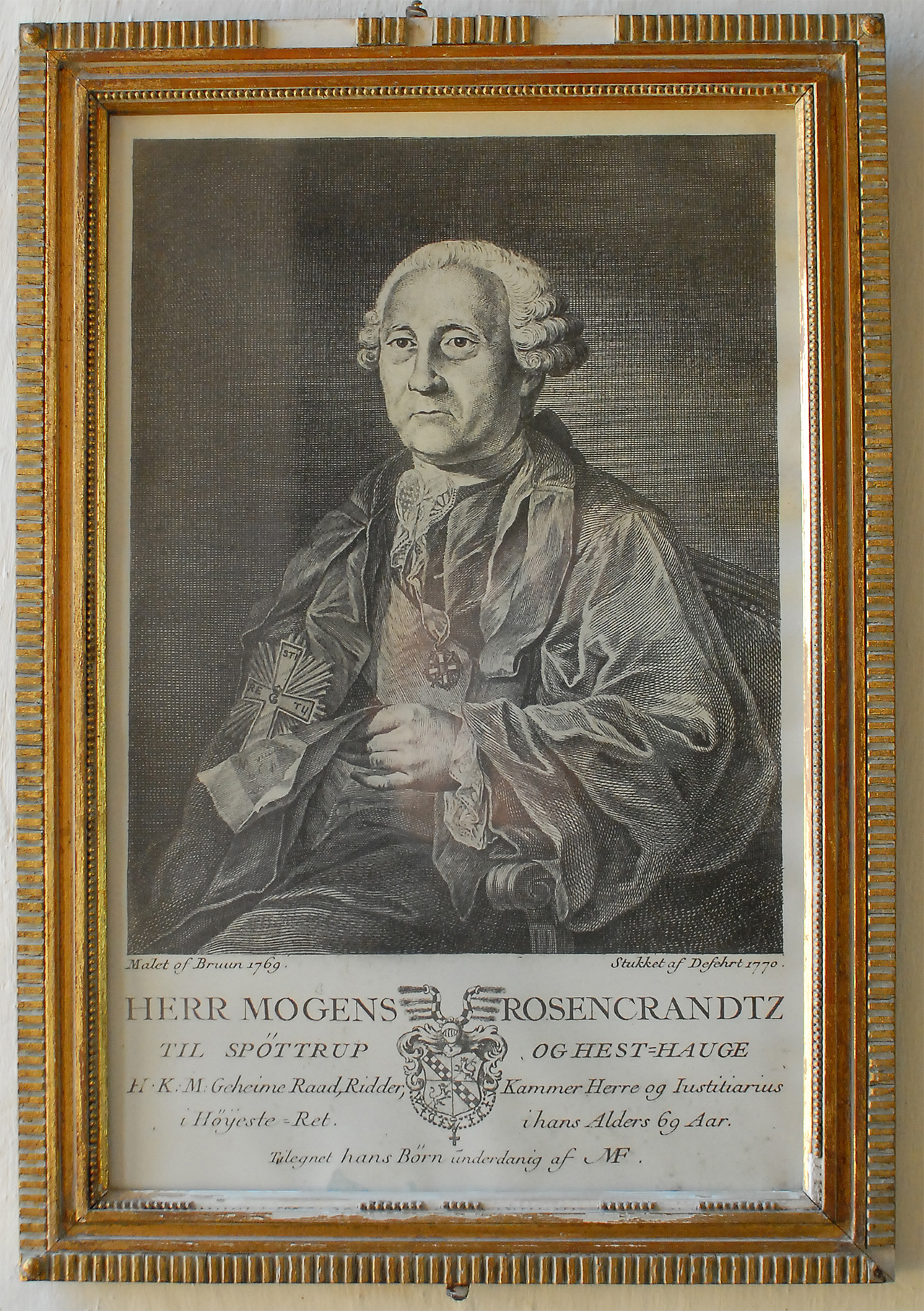
Mogens Rosencrandtz

Im 19. Jahrhundert wurde die Burg stark verändert. Unter anderem wurden die Gewölbe im untersten Stockwerk des Nordflügels entfernt und dort eine Brennerei eingerichtet. Etwa 1871 wurde der Wall auf der West- und Südseite geschleift.
Nach der Übernahme der Burg durch den Staat in den 1930er Jahren wurde sie durchgreifend restauriert. Man beschloss, das Renaissancegepräge der Burg zu bewahren, aber zugleich hervorzuholen, was aus älterer Zeit von Wert war. So wurden die Heimlichkeiten wiederaufgeführt. Die mittelalterliche Einteilung mit dem sehr hohen Mittelstockwerk wurde im Ostflügel wiederhergestellt, ebenso wurden die zugemauerten großen Fenster wieder geöffnet. Im Nordflügel wurden die Renaissancegewölbe wiederaufgeführt. Auch die geschleiften Abschnitte des Walles wurden wieder aufgebaut und verschüttete Wallgräben ausgegraben.
Östlich der Burg wurden ein kleiner Renaissancegarten mit mittelalterlichen Gewürz- und Heilpflanzen sowie eine weithin bekannte Gartenanlage eingerichtet, deren Blumenbeete die Burg mit leuchtender Farbenpracht umgeben. Mittelalterspiele sind heute regelmäßige Veranstaltungen vor dem Hintergrund der Burg.

## Festspiele
Burg Spøttrup war vom 23. bis 27. Juli 2012 Gastgeber der „Europameisterschaft für Ritter“. Am internationalen Turnier nehmen 16 Ritter aus ganz Europa teil.